# Romana Sambuca
Romana Sambuca è un liquore a base di anice prodotto dall'azienda romana Pallini S.p.A., (I.L.A.R.), e distribuito in tutto il mondo da Diageo.
È stata vincitrice, nel 1993, della medaglia d’oro al Monde Selection di Bruxelles e, nel 1992, dell’Anglo Overseas Trophy come Miglior Liquore al Mondo.

## Composizione
La Romana Sambuca è ottenuta da una miscela di essenze naturali tra cui il sambuco, l'anice verde e l'anice stellato. Il liquore viene prodotto tramite la distillazione dell'anice verde e dell'anice stellato, che contribuisce a conferire al liquore un gusto inconfondibile e un intenso aroma. Dopo l'aggiunta dell'estratto di sambuco, il distillato subisce la macerazione e poi viene zuccherato.
La sambuca può essere utilizzata per varie ricette e molte preparazioni, bevuta liscia o come correzione ad altre bevande, tra cui in particolare il caffè. Esiste anche nella versione "Black", a cui è stata aggiunta la liquirizia, prodotta dal 1992.
La qualità della Romana Sambuca ha riscontrato un grande successo in molti Paesi del mondo ed in particolare negli Stati Uniti, dove è la sambuca più venduta in assoluto. Negli anni '60 del XX secolo era la sambuca maggiormente esportata all'estero.
La caratteristica bottiglia trasparente presenta un'etichetta di colore blu e argento con la scritta ROMANA SAMBVCA e la riproduzione di una stampa settecentesca del Colosseo in bianco e nero.